# Сборная Колумбии по футболу
Сборная Колумбии по футболу (исп. Selección de fútbol de Colombia) — представляет Колумбию на международных соревнованиях по футболу. Управляющая организация — Колумбийская федерация футбола, входящая в КОНМЕБОЛ и ФИФА.
По состоянию на 6 апреля 2023 года в рейтинге ФИФА сборная занимает 17-е место. Наивысшая позиция в рейтинге ФИФА — 3-е место (июль—август 2013, сентябрь 2014—март 2015, июнь—август 2016).

## История
Долгое время футбол в Колумбии был изолирован от остального мира. Лишь в 1936 году Федерация Колумбийского Футбола стала членом КОНМЕБОЛ, а первый официальный международный матч сборная Колумбии провела спустя 2 года. Впервые в международном турнире Колумбия приняла участие лишь в 1945 году — выступление на Кубке Америки было неоднозначным — с одной стороны, было пятое место из 9 участников (опередили такие команды, как Боливия, Эквадор, Парагвай и Перу), с другой — проявилось явное отставание от признанных лидеров — Аргентины, Бразилии, Чили и Уругвая.
В дальнейшем интерес к футболу в Колумбии подогревался в основном сильнейшей в мире лигой, созданной в обход правил ФИФА в конце 1940-х годов. Об интересах сборной Колумбии тогда мало кто думал. В 1962 году сборная Колумбии приняла участие в чемпионате мира в Чили, и в дальнейшем более десятилетия не показывала серьёзных результатов.
В 1975 году Колумбия дошла до финала вновь организованного Кубка Америки, который пришёл на смену чемпионатам Южной Америки. По сумме трёх матчей колумбийцы уступили легендарной перуанской команде, ведомой выдающимися игроками — Эктором Чумпитасом и Теофило Кубильясом.
Отсчёт «золотого периода» в истории сборной Колумбии можно вести с Кубка Америки 1987 года. Тогда «Кафетерос» заняли третье место на Кубке Америки. В стране появилась россыпь талантов, надолго ставших лидерами национальной сборной — Карлос Вальдеррама, Леонель Альварес, Луис Карлос Переа, Рене Игита, чуть позже — Виктор Аристисабаль, Оскар Кордоба, Фарид Мондрагон, Иван Рамиро Кордоба. Значительная часть успехов сборной Колумбии в конце 1980-х, 1990-х, и первой половины 2000-х годов связана с работой выдающегося тренера Франсиско Матураны. Именно под его руководством колумбийцы выходили в финальные стадии чемпионатов мира 1990 (1/8 финала турнира) и 1994 годов, он же привёл сборную к своему высшему достижению — блестящей победе на домашнем Кубке Америки 2001 года. В 1994—1998 гг. со сборной работал Эрнан Дарио Гомес, выведший её на чемпионат мира во Франции. В 2010 году он был в третий раз назначен главным тренером сборной Колумбии.
После долгого периода неудач 11 октября 2013 года сборная Колумбии, сыграв вничью с Чили 3:3, досрочно оформила свой выход на чемпионат мира 2014 года, на котором впервые в своей истории вышла в 1/4 финала.
На следующем чемпионате мира колумбийцы сначала проиграли Японии 1:2, потом разгромили Польшу 3:0, и победили Сенегал 1:0. «Кофейщики» выиграли свою группу, после чего в 1/8 финала уступили англичанам по серии пенальти (1:1, 3:4).

## Рекордсмены сборной

### По количеству матчей
| #  | Игрок              | Годы в сборной | Матчи | Голы |
| -- | ------------------ | -------------- | ----- | ---- |
| 1  | Давид Оспина       | 2007—н. в.     | 129   | 0    |
| 2  | Хуан Куадрадо      | 2010—2023      | 116   | 11   |
| 3  | Хамес Родригес     | 2011—н. в.     | 116   | 29   |
| 4  | Карлос Вальдеррама | 1985—1998      | 111   | 11   |
| 5  | Радамель Фалькао   | 2007—2023      | 105   | 36   |
| 6  | Марио Йепес        | 1999—2014      | 102   | 6    |
| 7  | Леонель Альварес   | 1985—1997      | 101   | 1    |
| 8  | Карлос Санчес      | 2007—2018      | 88    | 0    |
| 9  | Фредди Ринкон      | 1990—2001      | 84    | 17   |
| 10 | Луис Карлос Переа  | 1987—1994      | 78    | 2    |

### По количеству голов
| #  | Игрок               | Годы в сборной | Голы | Матчи | В среднем за игру |
| -- | ------------------- | -------------- | ---- | ----- | ----------------- |
| 1  | Радамель Фалькао    | 2007—2023      | 36   | 105   | 0,34              |
| 2  | Хамес Родригес      | 2011—н. в.     | 29   | 116   | 0,25              |
| 3  | Арнольдо Игуаран    | 1979—1993      | 25   | 68    | 0,37              |
| 4  | Фаустино Асприлья   | 1993—2001      | 20   | 57    | 0,35              |
| 5  | Луис Диас           | 2018—н. в.     | 19   | 64    | 0,29              |
| 6  | Фредди Ринкон       | 1990—2001      | 17   | 84    | 0,2               |
| 7  | Карлос Бакка        | 2010—2018      | 16   | 52    | 0,31              |
| 8  | Теофило Гутьеррес   | 2009—2017      | 15   | 51    | 0,29              |
| 8  | Виктор Аристисабаль | 1993—2003      | 15   | 66    | 0,23              |
| 10 | Адольфо Валенсия    | 1992—1998      | 14   | 37    | 0,38              |

## Текущий состав
Следующие игроки были вызваны в состав сборной главным тренером Нестором Лоренсо для участия в отборочном турнире  Чемпионат мира по футболу 2026 против сборной Эквадора (19 ноября 2024).
Игры и голы приведены по состоянию на 20 ноября 2024 года:
| 1  | Вр  | Давид Оспина          | 31 августа 1988 (36 лет)   | 129 | 0  | Атлетико Насьональ |  |  |
| 12 | Вр  | Камило Варгас         | 9 марта 1989 (36 лет)      | 35  | 0  | Атлас              |  |  |
| 22 | Вр  | Альваро Монтеро       | 29 марта 1995 (30 лет)     | 8   | 0  | Мильонариос        |  |  |
|    |     |                       |                            |     |    |                    |  |  |
| 2  | Защ | Кристиан Борха        | 18 февраля 1993 (32 года)  | 8   | 0  | Америка            |  |  |
| 3  | Защ | Джон Лукуми           | 26 июня 1998 (26 лет)      | 26  | 0  | Болонья            |  |  |
| 4  | Защ | Сантьяго Ариас        | 13 января 1992 (33 года)   | 62  | 0  | Баия               |  |  |
| 13 | Защ | Йерри Мина            | 23 сентября 1994 (30 лет)  | 48  | 7  | Кальяри            |  |  |
| 17 | Защ | Хоан Мохика           | 21 августа 1992 (32 года)  | 36  | 1  | Мальорка           |  |  |
| 21 | Защ | Даниэль Муньос        | 25 мая 1996 (29 лет)       | 36  | 3  | Кристал Пэлас      |  |  |
| 23 | Защ | Давинсон Санчес       | 12 июня 1996 (29 лет)      | 68  | 3  | Галатасарай        |  |  |
|    |     |                       |                            |     |    |                    |  |  |
| 5  | ПЗ  | Кевин Кастаньо        | 29 сентября 2000 (24 года) | 16  | 0  | Краснодар          |  |  |
| 6  | ПЗ  | Ричард Риос           | 2 июня 2000 (25 лет)       | 19  | 2  | Палмейрас          |  |  |
| 8  | ПЗ  | Хорхе Карраскаль      | 25 мая 1998 (27 лет)       | 18  | 2  | Динамо Москва      |  |  |
| 10 | ПЗ  | Хамес Родригес        | 12 июля 1991 (33 года)     | 112 | 29 | Райо Вальекано     |  |  |
| 15 | ПЗ  | Матеус Урибе          | 21 марта 1991 (34 года)    | 62  | 6  | Аль-Садд           |  |  |
| 16 | ПЗ  | Хуан Портилья         | 12 сентября 1998 (26 лет)  | 3   | 0  | Тальерес           |  |  |
| 20 | ПЗ  | Хуан Фернандо Кинтеро | 18 января 1993 (32 года)   | 41  | 5  | Расинг             |  |  |
|    |     |                       |                            |     |    |                    |  |  |
| 7  | Нап | Луис Диас             | 13 января 1997 (28 лет)    | 61  | 16 | Ливерпуль          |  |  |
| 9  | Нап | Джон Кордоба          | 11 мая 1993 (32 года)      | 15  | 4  | Краснодар          |  |  |
| 11 | Нап | Джон Ариас            | 21 сентября 1997 (27 лет)  | 27  | 3  | Флуминенсе         |  |  |
| 14 | Нап | Джон Дуран            | 13 декабря 2003 (21 год)   | 15  | 2  | Астон Вилла        |  |  |
| 18 | Нап | Карлос Андрес Гомес   | 12 сентября 2002 (22 года) | 4   | 2  | Ренн               |  |  |
| 19 | Нап | Рафаэль Борре         | 15 сентября 1995 (29 лет)  | 39  | 6  | Интернасьонал      |  |  |

## История выступлений

### Чемпионаты мира
- 1930 — не участвовала
- 1934 — не участвовала
- 1938 — снялась
- 1950 — не участвовала
- 1954 — не участвовала
- 1958 — не попала
- 1962 — 1-й раунд
- 1966—1982 года — не прошла
- 1986[2] — не попала
- 1990 — 1/8 финала
- 1994 — групповой этап
- 1998 — групповой этап
- 2002—2010 года — не попала
- 2014 — 1/4 финала
- 2018 — 1/8 финала
- 2022 — не попала

### Чемпионаты / Кубки Америки
- 1916—1942 года — не участвовала
- 1945 — 5-е место
- 1946 — снялась
- 1947 — 8-е место
- 1949 — 8-е место
- 1953 — снялась
- 1955 — снялась
- 1956 — снялась
- 1957 — 5-е место
- 1959 (1) — снялась
- 1959 (2) — снялась
- 1963 — 7-е место
- 1967 — не попала
- 1975 — вице-чемпион
- 1979 — 1-й раунд
- 1983 — 1-й раунд
- 1987 — 3-е место
- 1989 — 1-й раунд
- 1991 — 4-е место
- 1993 — 3-е место
- 1995 — 3-е место
- 1997 — 1/4 финала
- 1999 — 1/4 финала
- 2001 — чемпион
- 2004 — 4-е место
- 2007 — 1-й раунд
- 2011 — 1/4 финала
- 2015 — 1/4 финала
- 2016 — 3-е место
- 2019 — 1/4 финала
- 2021 — 3-е место
- 2024 — 2-е место

## Форма

### Домашняя
| 1985—1986 | КА-1987 | КА-1989   | ЧМ-1990 | КА-1991 | 1992    | КА-1993 | ЧМ-1994 | ЧМ-1998 | КА-2001 | КА-2004 |
| 2004—2007 | КА-2007 | 2009—2011 | КА-2011 | ЧМ-2014 | КА-2015 | КА-2016 | ЧМ-2018 | КА-2019 | КА-2021 | 2022    |
| КА-2024   |         |           |         |         |         |         |         |         |         |         |

### Гостевая
| 1985—1986 | КА-1987 | КА-1989   | ЧМ-1990 | КА-1991 | 1992    | КА-1993 | ЧМ-1994 | ЧМ-1998 | КА-2001 | КА-2004 |
| 2004—2007 | КА-2007 | 2009—2011 | КА-2011 | ЧМ-2014 | КА-2015 | ЧМ-2018 | КА-2021 | 2022    | КА-2024 |         |

### Резервная
| 2009—2011 |

#### Специальные
| 2024 |

Источники:,